# NHK 마일 컵

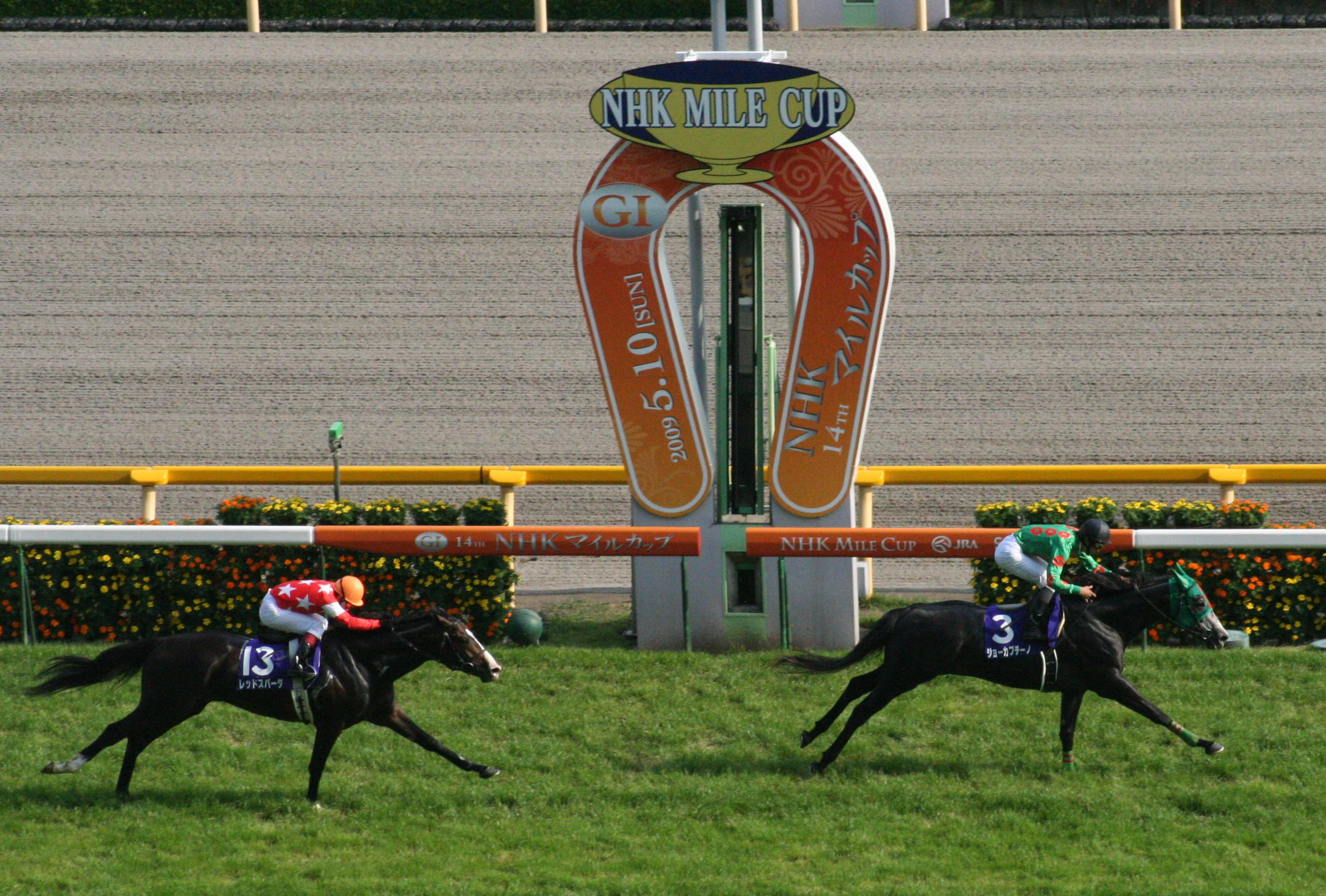
제14회 NHK 마일 컵

NHK 마일 컵(NHK Mile Cup)은 3세의 서러브레드 망아지와 암말이 참가하여 도쿄 잔디밭에서 5월의 경마장의 1,600m(약 1마일)의 거리를 달리는 일본의 1등급 평지 경마이다.
NHK 마일 컵은 일본 공영방송 NHK의 후원으로 NHK의 경쟁사인 후지TV뿐만 아니라 경마를 다루는 NHK 채널(NHK 종합TV, 다른 NHK 종합TV)에서도 방송된다. BS-1은 재팬 컵과 같은 특정 다른 레이스를 다룬다. (일본 경마에서 '후원자'는 개인이나 단체가 상금을 제공하는 것을 의미하지 않는다. 상금, 컵, 트로피 등만 제공한다.)
2001년 이전에는 이 경주가 일본산이 아닌 3세 말이 참가할 수 있는 유일한 수말과 암말의 G1 경주였으며, 이로 인해 이 경주는 2001년까지 비일본산 말을 위한 일본 더비로 비공식적으로 간주되었다. 외국산 품종의 입국 제한은 2001년에 해제되었다. 2010년까지는 국내에서 훈련된 말에 국한되었으나 그 해에 이 제한이 해제되었다(일본 클래식의 경우). NHK 마일 컵에는 최대 9마리의 외국마가 참가할 수 있다. 유슌 힘바(일본 오크스)와 도쿄 유슌(일본 더비)의 준비 경주 중 하나로 간주된다.